# Гальди, Винченцо
Винченцо Гальди (итал. Vincenzo Galdi, 1871, Неаполь — 23 декабря 1961, Рим) — итальянский фотограф и модель.
Винченцо родился в Неаполе в 1871 году. Свою карьеру начал в качестве модели и ученика немецкого фотографа Вильгельма (Гульельмо) фон Плюшова, который в то время работал в Неаполе. Затем Винченцо вместе с ним переехал в Рим, где в начале XX века открыл свою собственную фотостудию, которая специализировалась на ню. Также позировал для двоюродного брата Плюшова — барона фон Глёдена.
В 1907 году разгорелся скандал, связанный с нетрадиционной ориентацией фон Плюшова, после чего он покинул Италию. Это также затронуло и Винченцо, которого считали его любовником. После этого Гальди оставил работу на фотостудии и основал картинную галерею на Виа дель Бабуино в Риме, которая функционировала до 1950-х годов. Умер там же на 91-м году жизни.